# Lerista eupoda
Lerista eupoda är en ödleart som beskrevs av  Smith 1996. Lerista eupoda ingår i släktet Lerista och familjen skinkar. Inga underarter finns listade i Catalogue of Life.